# 저스티스 리그: 플래시포인트 패러독스
《저스티스 리그: 플래시포인트 패러독스》(영어: Justice League: The Flashpoint Paradox)는 저스티스 리그를 소재로 한 2013년 비디오 영화이다. 《플래시포인트》를 원작으로 제이 올리바, 짐 크리그가 각색하였다.

## 출연진
- 저스틴 체임버스 - 배리 앨런 / 플래시
- C. 토머스 하월 - 이오바드 손 / 리버스 플래시
- 마이클 B. 조던 - 빅터 스톤 / 사이보그
- 케빈 매키드 - 토머스 웨인 / 배트맨
- 디 브래들리 베이커 - 악마 에트리간
- 스티브 블룸 - 렉스 루터
- 케빈 콘로이 - 브루스 웨인 / 배트맨
- 샘 데일리 - 클라크 켄트 / 칼-엘 / 슈퍼맨
- 데이나 딜레이니 - 로이스 레인
- 케리 엘위스 - 오린 / 아서 커리 / 아쿠아맨
- 네이선 필리언 - 할 조던 / 그린 랜턴
- 그레이 딜라일그리핀 - 노라 앨런
- 제니퍼 헤일 - 아이리스 웨스트
- 대니 휴스턴 - 샘 레인 장군
- 버네사 마셜 - 원더우먼